# Юрґі (Вармінсько-Мазурське воєводство)
Юрґі (пол. Jurgi, нім. Georgensguth) — село в Польщі, у гміні Пасим Щиценського повіту Вармінсько-Мазурського воєводства.
Населення — 142 особи (2011).

## Демографія
Демографічна структура станом на 31 березня 2011 року:
|          | Загалом | Допрацездатний вік | Працездатний вік | Постпрацездатний вік |
| -------- | ------- | ------------------ | ---------------- | -------------------- |
| Чоловіки | 79      | 27                 | 46               | 6                    |
| Жінки    | 63      | 18                 | 34               | 11                   |
| Разом    | 142     | 45                 | 80               | 17                   |